# 9934 Caccioppoli

9934 Caccioppoli

9934 Caccioppoli eller 1985 UC är en asteroid i huvudbältet som upptäcktes den 20 oktober 1985 av den amerikanske astronomen Edward L.G. Bowell vid Anderson Mesa Station. Den är uppkallad efter Renato Caccioppoli och Francesco Caccioppoli.
Asteroiden har en diameter på ungefär 8 kilometer.